# Giarab
Giaraben är en ny typ av hästras som utvecklats på Sardinien, Italien, genom korsningar mellan den inhemska Giaraponnyn och arabiska fullblod, små Angloaraber och tyska ridponnyer. Resultatet har blivit en lättare och mer atletisk variant av den halvvilda Giaraponnyn och den är mycket lämpad som rid- och tävlingsponny för yngre ryttare.

## Historia
Giaraponnyn har levt i vilt tillstånd på Sardinien sedan flera tusen år tillbaka och ursprunget till dessa ponnyer är okända, men anses ligga i hästar som togs till Sardinien av grekerna runt år 400 f.Kr.. Fossilfynd som daterats till år 6000 f.Kr. har dock gett teorier om att Giaran är en egen underart, Equus ferus giarae.
Men dessa vilda ponnyer har inte använts sedan medeltiden, och även om den inte är utrotningshotad så är den idag ovanlig med ca 700 individer. Istället har man ständigt försökt förbättra Giaraponnyerna genom utavel. Under början av 2000-talet påbörjades därför ett program på "Instituto di Incremento Ippico della Sardegna", italienska regerings egen hingstdepå i Ozieri, där man skulle utveckla en ny ras ur Giaraponnyn.
Fokus lades på det enorma intresset för ridsport och man korsade Giaraponnyer med ädlare raser bland annat arabiska fullblod och små Angloaraber, samt även den tyska ridponnyer som sedan tidigare är känd för sina meriter på tävlingsbanorna och för att vara en utmärkt häst för barn. Den nya korsningen kallas för Giarab. Idag är den fortfarande väldigt nyutvecklad och därför inte helt etablerad som ras, men en standard har satts och det finns idag rastypade Giaraber i avel.

## Egenskaper
Giaraben är fortfarande väldigt outvecklad som ras och fortfarande inte etablerad, däremot har stuteriet avlagt en standard som ska följas vid vidare avel. Fokus ligger på att rasen ska vara atletisk och energisk, men fortfarande lugn och lätt att ha med att göra då den främst är en ridponny för yngre ryttare.
Giaraben är främst brun, svart eller fux och ska ge ett sportigt intryck. De är ädlare än Giaraponnyerna med långa ben och välmusklad kropp.